# Cyril Burke
Pour les articles homonymes, voir Burke.

a Compétitions nationales et continentales officielles uniquement.

b Matchs officiels uniquement.
Cyril Thomas Burke, né le 7 novembre 1925 à Waratah (Australie) et mort le 18 janvier 2010 à Newcastle, est un joueur de rugby à XV qui a joué avec l'équipe d'Australie. Il évoluait au poste de demi de mêlée.

## Carrière
Cyril Burke a joué avec la province de New South Wales et avec les New South Wales Waratahs. Il a été international australien pendant dix saisons, de 1946 à 1956, exception faite de 1952. Burke a joué son premier test match le 28 septembre 1946 à l'occasion d'un match contre la Nouvelle-Zélande. Il a disputé son  dernier test match contre l'équipe d'Afrique du Sud, le 2 juin 1956. Il fut contraint de mettre un terme à sa carrière de joueur à la suite d'un accident, et devint l'entraîneur du club des Waratahs.

## Statistiques

### En club
- Nombre de matchs avec New South Wales : 36

### En équipe nationale
- Nombre de test matchs avec l'Australie : 26
- Nombre total de matchs avec l'Australie : 93
- 6 points (2 essais)
- Sélections par année : 1 en 1946, 5 en 1947, 2 en 1948, 4 en 1949, 2 en 1950, 3 en 1951, 3 en 1953, 1 en 1954, 3 en 1955, 2 en 1956